# Amandelzuur
Amandelzuur (verouderde naam: uromaline) is een organisch zuur (meer bepaald een alfa-hydroxyzuur), waarvan 2 stereo-isomeren bestaan, L- en D-amandelzuur, en een racemisch mengsel (D/L-amandelzuur). De zuivere stof komt voor als een wit kristallijn poeder, dat vrij goed oplosbaar is in water.

## Synthese
Amandelzuur wordt doorgaans bereid door een zuur-gekatalyseerde hydrolyse van mandelonitril, het cyanohydrine van benzaldehyde. Een mogelijke synthesemethode voor mandelonitril is de additie van natriumbisulfiet aan benzaldehyde, gevolgd door substitutie met natriumcyanide:

## Eigenschappen
Door de mogelijkheid van de vorming van een interne waterstofbrug is amandelzuur een relatief sterk zuur (de pKa bedraagt 3,41). De interne waterstofbrug is aantoonbaar in het proton-NMR-spectrum van amandelzuur. De normaal snelle uitwisseling van het proton aan zuurstof (van de hydroxylgroep) is zo traag dat het hydroxy-proton en het proton op het koolstofatoom ernaast een specifiek koppelingspatroon vertonen en beiden uiteenvallen in scherpe, scheve doubletten.

## Toepassingen
In het lichaam wordt amandelzuur snel in de urine afgescheiden. Het heeft ook een bacteriegroei-remmende werking. Vanwege deze eigenschappen wordt het toegepast in geneesmiddelen voor de nabehandeling van chronische infecties aan de urinewegen: het werkt bacteriegroei in de urinewegen tegen. De oude naam voor amandelzuur is uromaline, waarbij uro verwijst naar de urinewegen en mal naar ziekte.
Het wordt ook gebruikt in de cosmetica, met name in huidcrèmes: alfa-hydroxyzuren zouden de vorming van nieuwe huidcellen stimuleren en de eliminatie van dode cellen versnellen.

## Toxicologie en veiligheid
Een te grote dosis amandelzuur kan aanleiding geven tot misselijkheid en braken. Op lange termijn kan het aanleiding geven tot beschadiging van de lever of de nieren.